# Бристау (Оклахома)
Бристау (англ. Bristow) — місто (англ. city) в США, в окрузі Крік штату Оклахома. Населення — 4248 осіб (2020).

## Географія
Бристау розташований за координатами 35°50′1″ пн. ш. 96°23′40″ зх. д. / 35.83361° пн. ш. 96.39444° зх. д. (35.833592, -96.394395).  За даними Бюро перепису населення США в 2010 році місто мало площу 9,32 км², з яких 9,16 км² — суходіл та 0,15 км² — водойми.

### Клімат
| Клімат : Бристау         | Клімат : Бристау | Клімат : Бристау | Клімат : Бристау | Клімат : Бристау | Клімат : Бристау | Клімат : Бристау | Клімат : Бристау | Клімат : Бристау | Клімат : Бристау | Клімат : Бристау | Клімат : Бристау | Клімат : Бристау | Клімат : Бристау |
| Показник                 | Січ.             | Лют.             | Бер.             | Квіт.            | Трав.            | Черв.            | Лип.             | Серп.            | Вер.             | Жовт.            | Лист.            | Груд.            | Рік              |
| Середній максимум, °C    | 9,7              | 12,9             | 18,5             | 24,1             | 27,4             | 31,4             | 34,9             | 34,6             | 30,0             | 24,9             | 17,2             | 11,3             | 23,1             |
| Середній мінімум, °C     | −4,5             | −1,9             | 3,3              | 9,5              | 13,9             | 18,4             | 20,7             | 19,7             | 15,6             | 9,6              | 3,3              | −2,3             | 8,8              |
| Норма опадів, мм         | 36               | 48               | 76               | 84               | 140              | 99               | 69               | 69               | 117              | 81               | 74               | 53               | 945              |
| ------------------------ | ---------------- | ---------------- | ---------------- | ---------------- | ---------------- | ---------------- | ---------------- | ---------------- | ---------------- | ---------------- | ---------------- | ---------------- | ---------------- |
| Джерело: Weatherbase.com |                  |                  |                  |                  |                  |                  |                  |                  |                  |                  |                  |                  |                  |

## Демографія
Згідно з переписом 2010 року, у місті мешкали 4222 особи в 1737 домогосподарствах у складі 1112 родин. Густота населення становила 453 особи/км².  Було 2054 помешкання (220/км²).
Расовий склад населення:
| - 70,3 % — білих - 10,0 % — корінних американців - 8,3 % — чорних або афроамериканців - 0,4 % — азіатів |

До двох чи більше рас належало 10,5 %. Частка іспаномовних становила 2,9 % від усіх жителів.
За віковим діапазоном населення розподілялося таким чином: 27,4 % — особи молодші 18 років, 55,4 % — особи у віці 18—64 років, 17,2 % — особи у віці 65 років та старші. Медіана віку мешканця становила 35,8 року. На 100 осіб жіночої статі у місті припадало 87,3 чоловіків;  на 100 жінок у віці від 18 років та старших — 80,1 чоловіків також старших 18 років.
Середній дохід на одне домашнє господарство  становив 44 062 долари США (медіана — 34 000), а середній дохід на одну сім'ю — 52 259 доларів (медіана — 39 877). Медіана доходів становила 40 507 доларів для чоловіків та 30 293 долари для жінок. За межею бідності перебувало 22,0 % осіб, у тому числі 30,8 % дітей у віці до 18 років та 19,1 % осіб у віці 65 років та старших.
Цивільне працевлаштоване населення становило 1540 осіб. Основні галузі зайнятості: освіта, охорона здоров'я та соціальна допомога — 23,3 %, виробництво — 13,3 %, мистецтво, розваги та відпочинок — 12,5 %.